# Playa de Santa Baia
La playa de Santa Baia (también conocida como arenal del Borralleiro) es una de las playas que pertenecen a la ciudad de Vigo, está situada en la parroquia de Alcabre. Es una de las playas de Vigo que cuenta con Bandera Azul.

## Características
Playa semiurbana localizada al este de la ciudad de Vigo que junto a la siguiente playa de Carril, conforman las playas de Alcabre, separadas por un pequeño promontorio rocoso. La parte trasera de la playa está ocupada por vegetación y un paseo peatonal, dándole un carácter seminatural, tan solo roto por alguna construcción aledaña. Sus arenas se depositan en el fondo de la ensenada, mientras que el resto está ocupado por limos y fangos, lo que contribuye a que no sea muy apropiada para el baño.

## Servicios
Rampas de acceso, papeleras, ducha, servicios de limpieza.

## Accesos
Acceso rodado a través de la avenida Atlántida en dirección a la iglesia parroquial y al edificio de la Asociación de Vecinos Nosa Terra de Alcabre. Acceso a la arena por rampas.
Los autobuses urbanos de Vitrasa que prestan servicios a esta playa son las siguientes líneas: L10, C15B y C15C.

## Otros
Se dice que en esta playa desembarcó el corsario Francis Drake. En ella veraneaban, a finales del siglo XIX, las familias inglesas que se desplazaron a trabajar a Vigo en el pionero Eastern Telegraph Company, conocido como el "Cable Inglés" y que a su vez introdujeron el fútbol playa en estas costas.